# 酒泉衛星発射センター
座標: 北緯40度57分28秒 東経100度17分30秒 / 北緯40.95778度 東経100.29167度

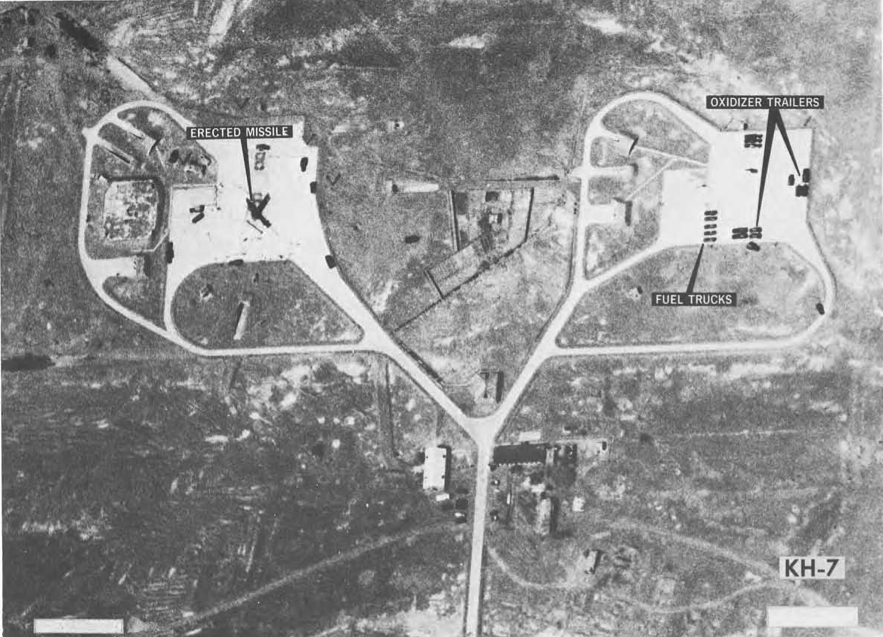
アメリカの偵察衛星KH-7によって1967年5月に撮影された中華人民共和国のShuanchengtzuミサイル基地（現在の酒泉衛星発射センター）A射場の偵察画像

酒泉衛星発射センター（しゅせんえいせいはっしゃセンター、中国語: 酒泉卫星发射中心、英語: Jiuquan Satellite Launch Center）は、中華人民共和国の大型ロケット発射場。東風宇宙城、酒泉宇宙センターとも呼称される。
第二十試験訓練基地（中国語:中国人民解放军第二十训练基地、63600部隊）とも呼ばれる。
中国国内で唯一の有人宇宙飛行の発射場である。

## 概説
酒泉衛星発射センターは、中国初の大型ロケット発射場としてソビエト連邦の技術的支援により1958年に設立され、当初は東風センターと呼称される中国人民解放軍の弾道ミサイル実験場として使用されていた。2005年10月まで同国は約50基の人工衛星を製造したが、その中の37基はここ酒泉衛星発射センターから打ち上げられている。
公開や公式発表は行われていないが、2018年においても弾道ミサイルの試射が行われていると報じられている。
甘粛省酒泉市金塔県近くに酒泉衛星発射センターは位置しているとされるが、内モンゴル自治区側は所在地は厳密には内モンゴル自治区アルシャー盟エジン旗であるとして「東風航天城」と呼ぶべきと主張している。また、海抜約1,000メートルと高い場所にあって、面積は約2,800平方キロメートルで富山県とほぼ同じである。この地域は砂漠性気候に属し空気が乾燥し、年間降水量はわずかで晴天に恵まれることが多い。年間平均気温は8.5℃、相対湿度は35%から55%である。また、地形は平坦で周囲に人家はない。これらのことからロケット打ち上げには好条件とされ、年間約300日はロケットの打ち上げが可能な日だとされている。

### 組織
酒泉衛星発射センターは、軍の施設でもあるので中国国務院・中央軍事委員会の国防科学技術工業委員会・衛星打ち上げ管制局の管轄に属している。また、基地番号（第20基地）も与えられている。

## 打ち上げ実績

### ロケット
- 長征

### 人工衛星
- 東方紅（DFH）通信衛星
- 実践（SJ）科学観測衛星
- 神舟（有人宇宙船）

### 宇宙ステーション
- 天宮計画

## 沿革
- 1958年 - 設立
- 1960年11月5日 - 中国初の国産燃料によるソ連製地対地ミサイルの発射実験に成功
- 1966年10月27日 - 中国初の核ミサイル発射実験に成功
- 1970年4月24日 - 中国初の人工衛星東方紅1号の打ち上げに成功
- 1975年11月26日 - 中国初の回収型人工衛星の打ち上げに成功
- 1999年11月20日 - 無人宇宙船、神舟1号の打ち上げに成功
- 2003年10月15日 - 中国初の有人宇宙船、神舟5号の打ち上げに成功
- 2005年10月12日 - 有人宇宙船、神舟6号の打ち上げに成功
- 2008年9月25日 - 有人宇宙船、神舟7号の打ち上げに成功
- 2011年9月29日 - 中国初の宇宙ステーション、天宮1号の打ち上げに成功

## ギャラリー

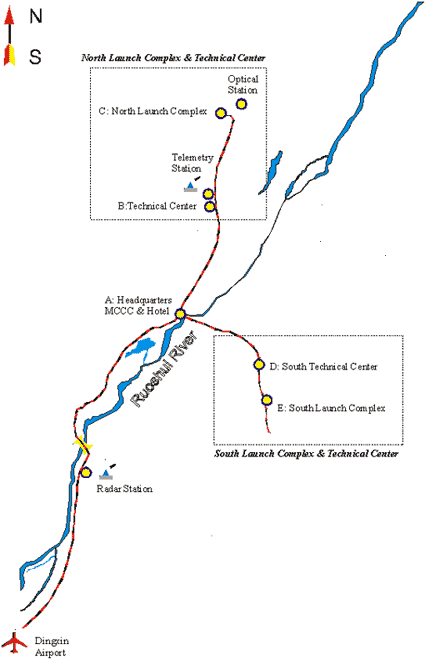
地図
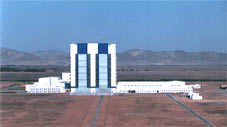
組立棟
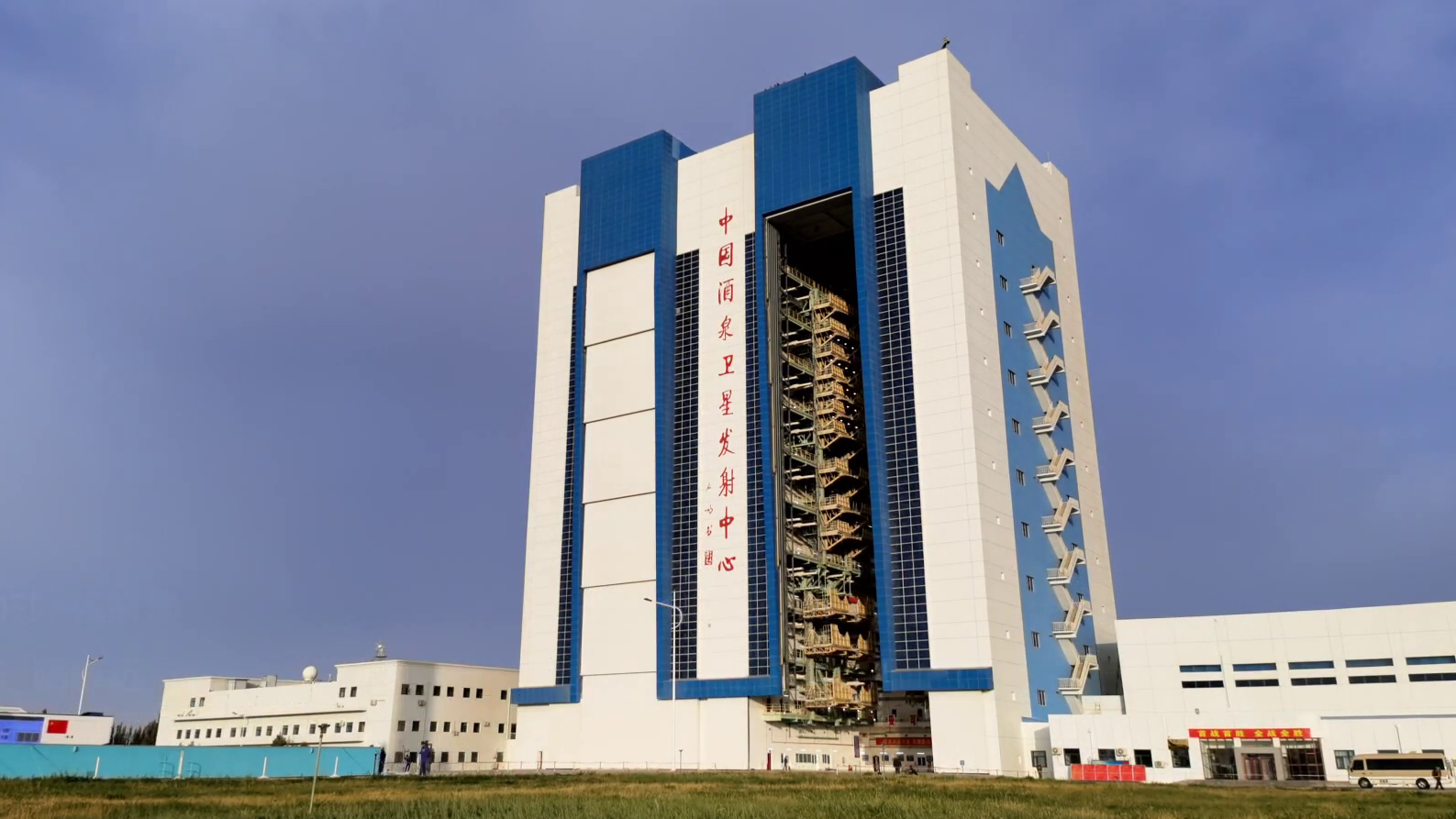
垂直总装测试厂房（垂直統合試験棟）
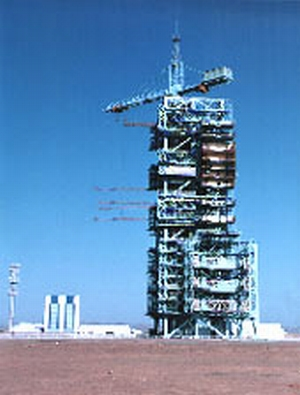
発射台
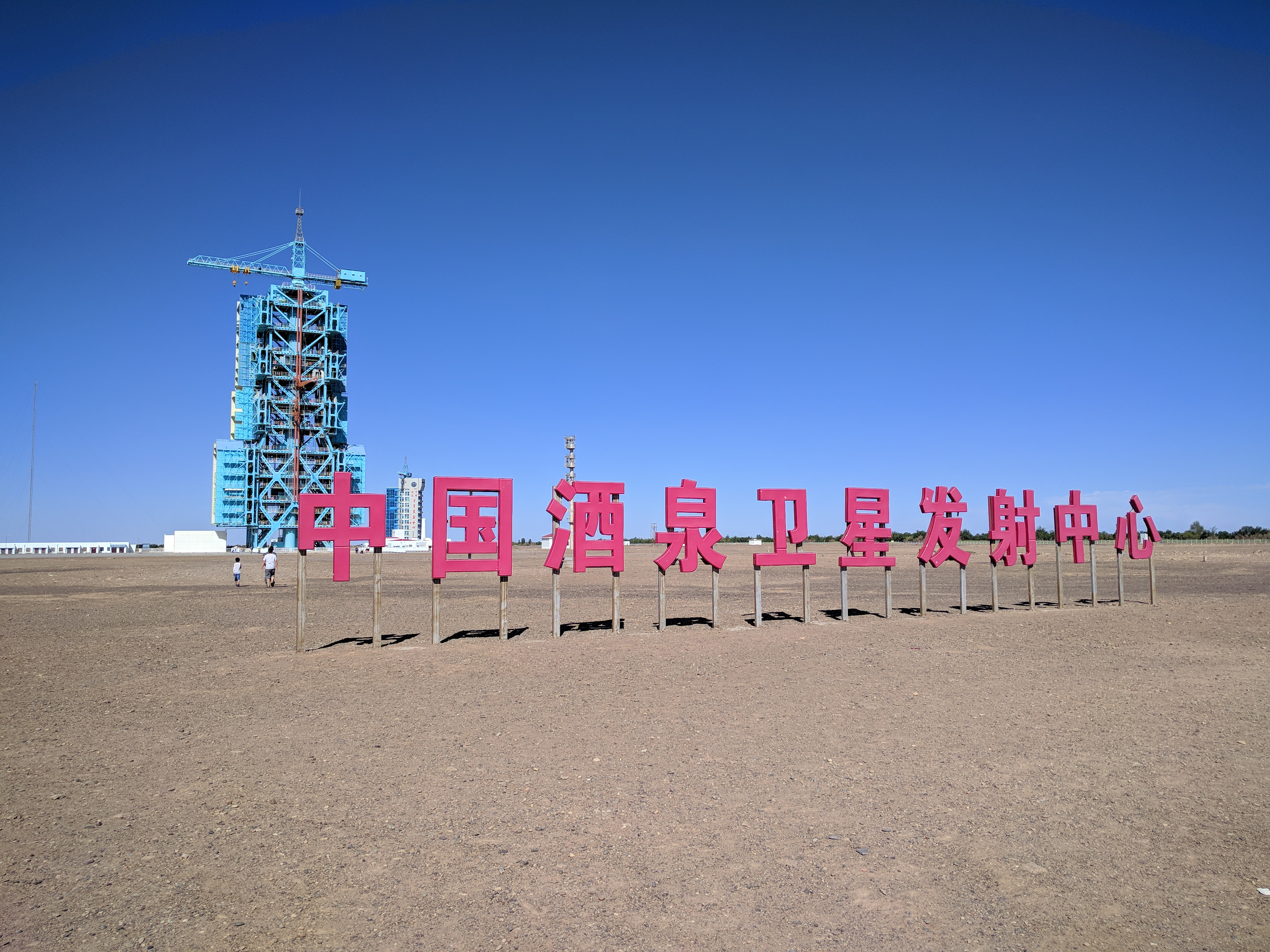
発射台と看板
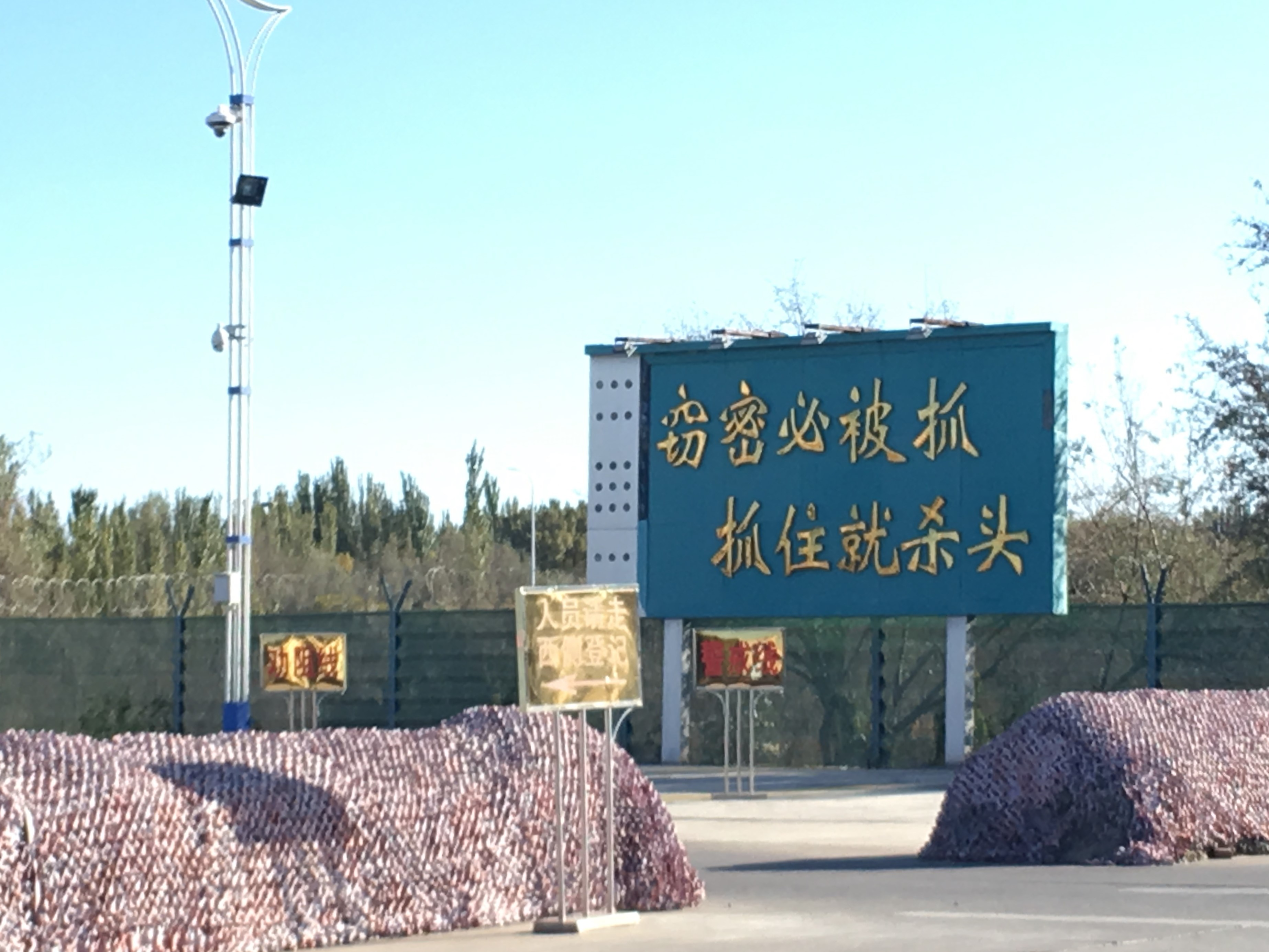
入り口前の警告。窃密必被抓、抓住就杀头（機密を持ちだしたら殺害する）